# Chocoball Mukai
Pour les articles homonymes, voir Mukai.
Hiroshi "Chocoball" Mukai (チョコボール向井, Chokobōru Mukai) est un acteur japonais de films pornographiques et un lutteur de Puroresu (プロレス) professionnel.

## Biographie et carrière
Hiroshi "Chocoball" Mukai est né le 15 décembre 1966 à Gunma, Japon. Le surnom « Chocoball » de Mukai lui vient de la pigmentation marron foncé de son scrotum qui fait penser à la couleur du chocolat
Mukai est plus connu en Occident à travers le roman Speed Tribes, paru en 1994, du journaliste japonais Karl Taro Greenfeld. Il y est représenté, sous des termes à peine voilés, par le personnage de "Choco Bon-Bon" qui se bat contre son accoutumance à la méthamphétamine. Mukai a, depuis, définitivement abandonné la drogue et commencé une carrière de lutteur de Puroresu professionnel en 1999.
L'industrie du film pornographique reste sa principale source de revenus : en 2004, après avoir annoncé sur son site Internet qu'il se produirait dans un Happening bar à l'enseigne Rock et situé dans le quartier Roppongi de Tokyo, il est pris en flagrant délit et arrêté au cours d'une opération de police alors qu'il faisait une démonstration d'acte sexuel en public. Au commissariat, il admet sa culpabilité mais se défend en disant « c'est mon travail ». Il est inculpé et condamné à cinq mois de prison pour « outrage à la pudeur » et le happening bar fermé,.
En tant que lutteur de puroresu, il a concouru à la Frontier Martial-Arts Wrestling (FMW),,,. Ce sport, apparenté aux arts martiaux, est son dérivatif après sa désintoxication de février 2002. Il postule au dojo New Japan Pro Wrestling mais sa demande est rejetée. Sur son blog du mois de décembre 2006, il annonce qu'il abandonne le Puroresu.
Au cours d'un entretien accordé le 10 avril 2008 à la revue Spa!, Mukai explique pourquoi les rapports sexuels musclent la personne qui les pratique. L'article est étayé par des photographies le représentant au début de sa carrière d'acteur du film pornographique ainsi que dans diverses positions au cours de l'acte sexuel. L'article explique comment ces dernières peuvent être mises à profit pour acquérir une belle musculation. Sa spécialité est l'« ekiben », position au cours de laquelle l'homme est debout pendant que la femme s'accouple tout en entourant la nuque de son partenaire avec ses bras. D'après Mukai, La clé de son développement musculaire est de soutenir sa partenaire par ses cuisses et de la bouger de bas en haut à l'aide des bras.